# Will Packwood
William "Will" James Packwood (Concord (Massachusetts), 21 mei 1993) is een Amerikaans voetballer die onder contract stond bij Birmingham City.

## Clubcarrière
Op 14-jarige leeftijd verhuisde Packwood vanuit de Verenigde Staten naar Engeland en ging in Birmingham bij de jeugdopleiding van Birmingham City voetballen. In 2011 tekende hij bij de club zijn eerste profcontract. Zijn professionele debuut volgde op 14 augustus 2012 in de League Cupwedstrijd tegen Barnet FC. Door de blessures van Stephen Carr en zijn landgenoot Jonathan Spector maakte Will Packwood tijdens het openingsduel van het competitieseizoen ook in de competitie zijn debuut en dat was in de wedstrijd tegen Charlton Athletic.
In de FA Cupwedstrijd tegen Leeds United werd hij van het veld gedragen nadat hij in botsing was gekomen met een tegenstander. Naderhand bleek dat Packwood meerdere scheurtjes had opgelopen in zijn scheenbeen en in de kuitbeen had opgelopen. Packwood was in totaal voor acht maanden geblesseerd toen hij in augustus 2013 terugkeerde op de velden. Direct werd hij uitgeleend aan Bristol Rovers. Op 19 oktober maakte hij voor die club zijn debuut tegen Wycombe Wanderers. Op 11 december werd hij teruggeroepen naar Birmingham wegens vele blessure gevallen. In de maanden tussen november 2014 en januari 2015 speelde Packwood op huurbasis voor Colchester United. Vervolgens volgde er een uitleenbeurt aan Cheltenham Town.

## Internationale carrière
Will Packwood maakte deel uit van het team dat in 2009 deelnam aan het WK Voetbal -17 in Nigeria. Packwood speelde daarna in verschillende jeugdelftallen van Amerika en op 5 maart 2014 werd hij voor het eerst opgeroepen voor het Amerikaans voetbalelftal, een debuut bleef nog uit.